# Monti Weyprecht
I monti Weyprecht sono un piccolo gruppo montuoso dell'Antartide facente parte della più grande catena montuosa dei monti Hoel, di cui costituisce la metà occidentale. Situata nella Terra della Regina Maud e in particolare in corrispondenza della costa della Principessa Astrid, la formazione si trova all'incirca 15 km a ovest dei monti Payer.

## Storia
I monti Weyprecht sono stati scoperti e fotografati durante la spedizione Nuova Svevia, 1938-39, comandata dal capitano tedesco Alfred Ritscher, il quale li battezzò così in onore dell'esploratore polare austriaco Karl Weyprecht, il quale nel 1873, assieme a Julius Payer, scoprì la Terra di Francesco Giuseppe, e, nel 1882-83, iniziò la prima spedizione dell'Anno polare internazionale.